# Montez (Rapper)/Diskografie
Diese Diskografie ist eine Übersicht über die musikalischen Werke des deutschen Rappers Montez. Den Schallplattenauszeichnungen zufolge hat er bisher mehr als 1,5 Millionen Tonträger verkauft. Seine erfolgreichste Veröffentlichung ist die Single Auf & ab mit über 850.000 verkauften Einheiten.

## Alben

### Studioalben
| Jahr | Titel Musiklabel                                 | Höchstplatzierung, Gesamtwochen, AuszeichnungChartplatzierungen (Jahr, Titel, Musiklabel, Platzierungen, Wochen, Auszeichnungen, Anmerkungen) | Höchstplatzierung, Gesamtwochen, AuszeichnungChartplatzierungen (Jahr, Titel, Musiklabel, Platzierungen, Wochen, Auszeichnungen, Anmerkungen) | Höchstplatzierung, Gesamtwochen, AuszeichnungChartplatzierungen (Jahr, Titel, Musiklabel, Platzierungen, Wochen, Auszeichnungen, Anmerkungen) | Anmerkungen                             |
| Jahr | Titel Musiklabel                                 | DE | AT | CH | Anmerkungen                             |
| ---- | ------------------------------------------------ | --- | --- | --- | --------------------------------------- |
| 2011 | Venedig Audiomagnet                              | — | — | — | Erstveröffentlichung: 25. Juni 2011     |
| 2015 | Für immer und eh weg Über die Grenze (GA)        | — | — | — | Erstveröffentlichung: 13. November 2015 |
| 2017 | So macht die Sonne das auch Über die Grenze (GA) | — | — | — | Erstveröffentlichung: 6. Oktober 2017   |
| 2022 | Herzinfucked Vertigo Records (UMG)               | DE9 (16 Wo.)DE | AT71 (2 Wo.)AT | CH83 (1 Wo.)CH | Erstveröffentlichung: 7. April 2022     |
| 2023 | Liebe in Gefahr Vertigo Records (UMG)            | DE1 (49 Wo.)DE | AT19 (8 Wo.)AT | CH26 (4 Wo.)CH | Erstveröffentlichung: 15. Juni 2023     |
| 2024 | Pass auf mein Herz auf Vertigo Records (UMG)     | DE2 (22 Wo.)DE | AT2 (8 Wo.)AT | CH8 (4 Wo.)CH | Erstveröffentlichung: 10. Oktober 2024  |

### Mixtapes
| Jahr | Titel Musiklabel                                                      | Anmerkungen                           |
| ---- | --------------------------------------------------------------------- | ------------------------------------- |
| 2010 | Punchlines eines Melancholikers (Vom Blatt auf den Takt) Selbstverlag | Erstveröffentlichung: 13. August 2010 |

### EPs
| Jahr | Titel Musiklabel                     | Höchstplatzierung, Gesamtwochen, AuszeichnungChartplatzierungen (Jahr, Titel, Musiklabel, Platzierungen, Wochen, Auszeichnungen, Anmerkungen) | Höchstplatzierung, Gesamtwochen, AuszeichnungChartplatzierungen (Jahr, Titel, Musiklabel, Platzierungen, Wochen, Auszeichnungen, Anmerkungen) | Höchstplatzierung, Gesamtwochen, AuszeichnungChartplatzierungen (Jahr, Titel, Musiklabel, Platzierungen, Wochen, Auszeichnungen, Anmerkungen) | Anmerkungen                                      |
| Jahr | Titel Musiklabel                     | DE | AT | CH | Anmerkungen                                      |
| ---- | ------------------------------------ | --- | --- | --- | ------------------------------------------------ |
| 2010 | Raus mit der Sprache Selbstverlag    | — | — | — | Erstveröffentlichung: 10. September 2010 mit DLG |
| 2019 | Kokon Nimm und renn                  | — | — | — | Erstveröffentlichung: 14. Juni 2019              |
| 2025 | Sommerregen EP Vertigo Records (UMG) | DE4 (4 Wo.)DE | AT46 (1 Wo.)AT | — | Erstveröffentlichung: 3. Juli 2025               |

## Singles

### Als Leadmusiker
| Jahr | Titel Album                                                         | Höchstplatzierung, Gesamtwochen, AuszeichnungChartplatzierungen (Jahr, Titel, Album, Platzierungen, Wochen, Auszeichnungen, Anmerkungen) | Höchstplatzierung, Gesamtwochen, AuszeichnungChartplatzierungen (Jahr, Titel, Album, Platzierungen, Wochen, Auszeichnungen, Anmerkungen) | Höchstplatzierung, Gesamtwochen, AuszeichnungChartplatzierungen (Jahr, Titel, Album, Platzierungen, Wochen, Auszeichnungen, Anmerkungen) | Anmerkungen                                                                                  |
| Jahr | Titel Album                                                         | DE | AT | CH | Anmerkungen                                                                                  |
| --- | ------------------------------------------------------------------- | --- | --- | --- | -------------------------------------------------------------------------------------------- |
| 2019 | Venedig Kokon                                                       | — | — | — | Erstveröffentlichung: 10. Mai 2019                                                           |
| 2019 | BDWA Kokon                                                          | — | — | — | Erstveröffentlichung: 24. Mai 2019                                                           |
| 2019 | Autobahn –                                                          | — | — | — | Erstveröffentlichung: 8. November 2019                                                       |
| 2020 | Universum –                                                         | — | — | — | Erstveröffentlichung: 27. März 2020                                                          |
| 2020 | Engel Herzinfucked                                                  | — | — | — | Erstveröffentlichung: 3. Dezember 2020                                                       |
| 2021 | Herz aus Beton Herzinfucked                                         | — | — | — | Erstveröffentlichung: 18. März 2021                                                          |
| 2021 | Marlboro Light Herzinfucked                                         | — | — | — | Erstveröffentlichung: 13. Mai 2021                                                           |
| 2021 | Immer wenn ich gehen will Herzinfucked                              | DE73 (1 Wo.)DE | — | — | Erstveröffentlichung: 24. Juni 2021 feat. Elif                                               |
| 2021 | Auf & ab Herzinfucked                                               | DE1 ×2Doppelplatin · (97 Wo.)DE | AT4 Platin · (60 Wo.)AT | CH9 Platin · (29 Wo.)CH | Erstveröffentlichung: 30. Juli 2021 Verkäufe: + 850.000                                      |
| 2021 | Mond Herzinfucked                                                   | DE10 (7 Wo.)DE | AT30 (3 Wo.)AT | CH55 (1 Wo.)CH | Erstveröffentlichung: 30. September 2021 feat. Badmómzjay                                    |
| 2022 | Geisterstadt Herzinfucked                                           | DE64 (3 Wo.)DE | — | — | Erstveröffentlichung: 21. Januar 2022                                                        |
| 2022 | Gehen oder bleiben Herzinfucked                                     | DE43 (1 Wo.)DE | — | — | Erstveröffentlichung: 17. März 2022                                                          |
| 2022 | Niemals ohne dich Herzinfucked                                      | DE60 (1 Wo.)DE | — | — | Erstveröffentlichung: 31. März 2022                                                          |
| 2022 | Wenn ich du wäre Liebe in Gefahr                                    | DE33 (3 Wo.)DE | — | — | Erstveröffentlichung: 23. Juni 2022                                                          |
| 2022 | Keine Antwort Liebe in Gefahr                                       | DE47 (2 Wo.)DE | — | — | Erstveröffentlichung: 11. August 2022                                                        |
| 2022 | Starlight Express Liebe in Gefahr                                   | DE49 (1 Wo.)DE | — | — | Erstveröffentlichung: 8. September 2022                                                      |
| 2022 | Weinst du Liebe in Gefahr                                           | DE29 (4 Wo.)DE | — | — | Erstveröffentlichung: 20. Oktober 2022 Original: Echt                                        |
| 2022 | Winter Liebe in Gefahr                                              | DE98 (1 Wo.)DE | — | — | Erstveröffentlichung: 24. November 2022                                                      |
| 2023 | Jeden Tag mehr Liebe in Gefahr                                      | DE26 (10 Wo.)DE | AT60 (2 Wo.)AT | — | Erstveröffentlichung: 23. Februar 2023                                                       |
| 2023 | Liebe in Gefahr                                                     | DE80 (1 Wo.)DE | — | — | Erstveröffentlichung: 4. Mai 2023                                                            |
| 2023 | Fieber Liebe in Gefahr                                              | DE33 (7 Wo.)DE | — | — | Erstveröffentlichung: 14. Juni 2023 feat. SDP                                                |
| 2023 | Herzfeind –                                                         | DE69 (1 Wo.)DE | — | — | Erstveröffentlichung: 17. August 2023                                                        |
| 2023 | Vorbei –                                                            | DE22 (4 Wo.)DE | AT13 (4 Wo.)AT | CH43 (1 Wo.)CH | Erstveröffentlichung: 22. September 2023 mit RAF Camora & Robin Schulz feat. Dario Rodriguez |
| 2024 | Glücklich Pass auf mein Herz auf                                    | DE26 (2 Wo.)DE | — | — | Erstveröffentlichung: 22. Februar 2024                                                       |
| 2024 | Verstecken Pass auf mein Herz auf                                   | DE40 (4 Wo.)DE | — | — | Erstveröffentlichung: 4. April 2024                                                          |
| 2024 | Ufos Pass auf mein Herz auf                                         | DE54 (2 Wo.)DE | — | — | Erstveröffentlichung: 13. Juni 2024                                                          |
| 2024 | Erste / letzte Pass auf mein Herz auf                               | DE87 (1 Wo.)DE | — | — | Erstveröffentlichung: 18. Juli 2024                                                          |
| 2024 | Sekundentakt Pass auf mein Herz auf                                 | DE7 (6 Wo.)DE | AT50 (1 Wo.)AT | — | Erstveröffentlichung: 15. August 2024 feat. Kontra K                                         |
| 2024 | Verletzte Menschen Pass auf mein Herz auf                           | DE88 (1 Wo.)DE | — | — | Erstveröffentlichung: 19. September 2024                                                     |
| 2024 | Wie viel wiegt dein Herz Pass auf mein Herz auf                     | — | — | — | Erstveröffentlichung: 9. Oktober 2024                                                        |
| 2025 | April Sommerregen EP                                                | DE100 (1 Wo.)DE | — | — | Erstveröffentlichung: 10. April 2025                                                         |
| 2025 | Überfall Sommerregen EP                                             | DE40 (2 Wo.)DE | — | — | Erstveröffentlichung: 15. Mai 2025                                                           |
| Folgende Lieder erschienen nicht als Single, wurden aber durch das Album zum Download und Streaming bereitgestellt und konnten somit eine Platzierung erlangen: |                                                                     | | | |                                                                                              |
| |                                                                     | | | |                                                                                              |
| 2023 | Liebe fehlt Sing meinen Song – Das Tauschkonzert, Vol. 10 (Sampler) | DE— aDE | — | — | Charteinstieg: 9. Juni 2023 Original: Nico Santos – Low on Love                              |
| 2024 | Mit dir ist es anders Pass auf mein Herz auf                        | DE65 (1 Wo.)DE | — | — | Charteinstieg: 18. Oktober 2024                                                              |
| 2025 | Wir tanzen den Regen weg Sommerregen EP                             | DE89 (1 Wo.)DE | — | — | Charteinstieg: 11. Juli 2025                                                                 |

### Als Gastmusiker
| Jahr | Titel Album                                                            | Höchstplatzierung, Gesamtwochen, AuszeichnungChartplatzierungen (Jahr, Titel, Album, Platzierungen, Wochen, Auszeichnungen, Anmerkungen) | Höchstplatzierung, Gesamtwochen, AuszeichnungChartplatzierungen (Jahr, Titel, Album, Platzierungen, Wochen, Auszeichnungen, Anmerkungen) | Höchstplatzierung, Gesamtwochen, AuszeichnungChartplatzierungen (Jahr, Titel, Album, Platzierungen, Wochen, Auszeichnungen, Anmerkungen) | Anmerkungen |
| Jahr | Titel Album                                                            | DE | AT | CH | Anmerkungen |
| ---- | ---------------------------------------------------------------------- | --- | --- | --- | --- |
| 2020 | Kein Sorry Locke                                                       | — | — | — | Erstveröffentlichung: 16. Januar 2020 Vega feat. Montez                                                           |
| 2020 | Am Boden bleiben 069                                                   | DE50 (1 Wo.)DE | — | — | Erstveröffentlichung: 19. November 2020 Vega feat. Casper & Montez                                                |
| 2021 | Jungs wie wir Demut und Größenwahn                                     | — | — | — | Erstveröffentlichung: 16. April 2021 Takt32 feat. Montez                                                          |
| 2021 | Ein Jahr 8                                                             | DE4 (8 Wo.)DE | AT12 (2 Wo.)AT | CH17 (3 Wo.)CH | Erstveröffentlichung: 18. November 2021 Capital Bra feat. Montez                                                  |
| 2022 | Wie viele Lieder muss ich noch schreiben? Ein gutes schlechtes Vorbild | DE15 Gold · (15 Wo.)DE | AT65 (1 Wo.)AT | — | Erstveröffentlichung: 24. Februar 2022 Verkäufe: + 300.000; SDP feat. Montez                                      |
| 2023 | Spät nach Haus –                                                       | DE11 (8 Wo.)DE | AT21 (3 Wo.)AT | CH27 (3 Wo.)CH | Erstveröffentlichung: 6. Januar 2023 The Cratez, Kontra K & Sido feat. Montez                                     |
| 2023 | Breakup –                                                              | DE— bDE | — | — | Erstveröffentlichung: 10. Februar 2023 Helsynki feat. Montez                                                      |
| 2023 | Für immer Zuhaus’ –                                                    | DE— cDE | — | — | Erstveröffentlichung: 14. Juli 2023 Nio feat. Montez                                                              |
| 2023 | Nicht alles gold –                                                     | DE— dDE | — | — | Erstveröffentlichung: 21. Juli 2023 Azad & PA Sports feat. Montez                                                 |
| 2024 | Überall Happy Worstday                                                 | DE65 (1 Wo.)DE | — | — | Erstveröffentlichung: 26. Januar 2024 Esther Graf feat. Montez                                                    |
| 2024 | 3 Worte –                                                              | DE80 (1 Wo.)DE | — | — | Erstveröffentlichung: 10. Mai 2024 Eleha feat. Montez                                                             |
| 2024 | Irgendwas klopft –                                                     | DE33 (6 Wo.)DE | — | — | Erstveröffentlichung: 28. Juni 2024 Civo feat. Montez                                                             |
| 2025 | Das Leben ruft –                                                       | DE24 (4 Wo.)DE | — | — | Erstveröffentlichung: 9. Januar 2025 Santos feat. Montez                                                          |
| 2025 | Zusammen –                                                             | DE31 (… Wo.)DE | — | — | Erstveröffentlichung: 24. Juli 2025 SDP feat. Clueso, Elif, Esther Graf, Kontra K, Montez, Querbeat & Nico Santos |

## Musikvideos
| Jahr | Titel                                     | Regie                           |
| ---- | ----------------------------------------- | ------------------------------- |
| 2011 | 22:22 Uhr                                 | Subsonic Media                  |
| 2017 | Nie mehr schreiben                        | Image & Emotion                 |
| 2017 | Stein zu gold                             | Johann Reimer                   |
| 2018 | Manisch talentiert                        | Johann Reimer                   |
| 2019 | Venedig                                   | MG Video                        |
| 2019 | BDWA                                      | MG Video                        |
| 2019 | Irgendwann da                             | Johann Reimer                   |
| 2019 | Autobahn                                  | Orkan Çe                        |
| 2020 | Kein Sorry                                | Allan Anders                    |
| 2020 | Universum                                 | Hustle Hardt                    |
| 2020 | Engel                                     | Philip Herbort                  |
| 2021 | Herz aus Beton                            | Max Gold, Dennis Hardt          |
| 2021 | Jungs wie wir                             | Hustle Hardt                    |
| 2021 | Marlboro Light                            | Sandro Jäger                    |
| 2021 | Immer wenn ich gehen will                 | Heiko Hammer                    |
| 2021 | Auf & ab                                  | Hely Doan, Traviez the Director |
| 2021 | Mond                                      | Hely Doan, Traviez the Director |
| 2021 | Ein Jahr                                  | Hely Doan, Traviez the Director |
| 2022 | Geisterstadt                              | Jakub Rzucidlo, Tatjana Wenig   |
| 2022 | Wie viele Lieder muss ich noch schreiben? | Franzcesco Fischer              |
| 2022 | Gehen oder bleiben                        | Hely Doan, Traviez the Director |
| 2022 | Niemals ohne dich                         | Traviez the Director            |
| 2022 | Wenn ich du wäre                          | Vincent Göler                   |
| 2022 | Keine Antwort                             | Marc Carles                     |
| 2022 | Starlight Express                         | Philip Wieneke                  |
| 2022 | Weinst du                                 | Andjani Autumn Gatzweiler       |
| 2022 | Winter                                    | Olivia Rudnitzky                |
| 2023 | Breakup                                   | Iamu                            |
| 2023 | Jeden Tag mehr                            | David Krätschmer                |
| 2023 | Liebe in Gefahr                           | Jakub Rzucidlo                  |
| 2023 | Fieber                                    | Jakub Rzucidlo                  |
| 2023 | Für immer Zuhaus’                         | Ole Ruppel                      |
| 2024 | Überall                                   | Sebastian Otto                  |
| 2024 | Glücklich                                 | Kristof Puller                  |
| 2024 | Verstecken                                | Vincent Göler                   |
| 2024 | 3 Worte                                   | Philip Wieneke                  |
| 2024 | Ufos                                      |                                 |
| 2024 | Irgendwas klopft                          | Civo, Henrik Schmale            |
| 2024 | Erste / letzte                            | Philip Wieneke                  |
| 2024 | Sekundentakt                              | Christoph Szulecki              |
| 2024 | Verletzte Menschen                        | Christoph Szulecki              |
| 2025 | Das Leben ruft                            | Christoph Szulecki              |
| 2025 | April                                     | Amigo Blanco                    |
| 2025 | Überfall                                  | Amigo Blanco                    |
| 2025 | Zusammen                                  | Serge Mattukat                  |

## Autorenbeteiligungen
Montez als Autor in den Charts

| Jahr | Titel Interpretation                                                                  | Höchstplatzierung, Gesamtwochen, AuszeichnungChartplatzierungen (Jahr, Titel, Interpretation, Platzierungen, Wochen, Auszeichnungen, Anmerkungen) | Höchstplatzierung, Gesamtwochen, AuszeichnungChartplatzierungen (Jahr, Titel, Interpretation, Platzierungen, Wochen, Auszeichnungen, Anmerkungen) | Höchstplatzierung, Gesamtwochen, AuszeichnungChartplatzierungen (Jahr, Titel, Interpretation, Platzierungen, Wochen, Auszeichnungen, Anmerkungen) | Anmerkungen                                                                   |
| Jahr | Titel Interpretation                                                                  | DE | AT | CH | Anmerkungen                                                                   |
| --- | ------------------------------------------------------------------------------------- | --- | --- | --- | ----------------------------------------------------------------------------- |
| 2019 | Casino Katja Krasavice                                                                | DE44 (9 Wo.)DE | — | — | Erstveröffentlichung: 20. Dezember 2019                                       |
| 2020 | Move Badmómzjay                                                                       | DE27 (4 Wo.)DE | AT35 (1 Wo.)AT | CH84 (1 Wo.)CH | Erstveröffentlichung: 10. April 2020                                          |
| 2020 | Rollercoaster Badmómzjay                                                              | DE42 (1 Wo.)DE | — | — | Erstveröffentlichung: 21. Mai 2020                                            |
| 2020 | Snowbunny Badmómzjay                                                                  | DE26 (3 Wo.)DE | AT41 (1 Wo.)AT | CH81 (1 Wo.)CH | Erstveröffentlichung: 18. Juni 2020                                           |
| 2020 | Fastlane Jamule feat. Santos                                                          | DE9 (8 Wo.)DE | AT17 Gold · (4 Wo.)AT | CH29 (3 Wo.)CH | Erstveröffentlichung: 30. Juli 2020 Verkäufe: + 15.000                        |
| 2020 | Signal Badmómzjay                                                                     | DE24 (4 Wo.)DE | AT62 (1 Wo.)AT | CH79 (1 Wo.)CH | Erstveröffentlichung: 30. Juli 2020                                           |
| 2020 | T.H.A.L. Badmómzjay                                                                   | DE43 (1 Wo.)DE | — | — | Erstveröffentlichung: 4. September 2020                                       |
| 2020 | Million Dollar A$$ Katja Krasavice feat. Fler                                         | DE3 (3 Wo.)DE | AT39 (1 Wo.)AT | CH73 (1 Wo.)CH | Erstveröffentlichung: 23. Oktober 2020                                        |
| 2021 | Highway Katja Krasavice feat. Elif                                                    | DE1 (8 Wo.)DE | AT18 (6 Wo.)AT | CH77 (1 Wo.)CH | Erstveröffentlichung: 8. Januar 2021                                          |
| 2021 | Ohne Dich Kasimir1441 feat. Badmómzjay & Wildbwoys                                    | DE1 Platin · (28 Wo.)DE | AT1 Gold · (24 Wo.)AT | CH6 (11 Wo.)CH | Erstveröffentlichung: 15. Januar 2021 Verkäufe: + 415.000                     |
| 2021 | Irgendwie egal Takt32 feat. Badmómzjay & Jumpa                                        | DE66 (1 Wo.)DE | — | — | Erstveröffentlichung: 19. Februar 2021                                        |
| 2021 | Tu nicht so Badmómzjay                                                                | DE10 (6 Wo.)DE | AT28 (2 Wo.)AT | CH67 (1 Wo.)CH | Erstveröffentlichung: 20. Mai 2021                                            |
| 2021 | Kuss an Dich HE/RO                                                                    | DE100 (1 Wo.)DE | — | — | Erstveröffentlichung: 3. September 2021                                       |
| 2021 | Sterne unterm Dach Badmómzjay                                                         | DE16 (6 Wo.)DE | AT40 (1 Wo.)AT | CH72 (1 Wo.)CH | Erstveröffentlichung: 9. September 2021                                       |
| 2021 | Raindrops Katja Krasavice feat. Leony                                                 | DE1 (3 Wo.)DE | AT33 (2 Wo.)AT | — | Erstveröffentlichung: 5. November 2021                                        |
| 2022 | Andale DJ Jeezy feat. Badmómzjay, Bausa & Kalim                                       | DE26 (2 Wo.)DE | AT59 (1 Wo.)AT | CH82 (1 Wo.)CH | Erstveröffentlichung: 14. Januar 2022                                         |
| 2022 | Vorbei Pietro Lombardi                                                                | DE4 (5 Wo.)DE | AT25 (2 Wo.)AT | CH37 (1 Wo.)CH | Erstveröffentlichung: 28. Januar 2022                                         |
| 2022 | Ich lass dich nicht los Pietro Lombardi                                               | DE20 (3 Wo.)DE | AT58 (1 Wo.)AT | CH97 (1 Wo.)CH | Erstveröffentlichung: 18. März 2022                                           |
| 2022 | Mond Clueso feat. Elif                                                                | DE58 (1 Wo.)DE | — | — | Erstveröffentlichung: 21. April 2022                                          |
| 2022 | You’re My Heart, You’re My Soul Katja Krasavice feat. Dieter Bohlen & Pietro Lombardi | DE2 (2 Wo.)DE | AT43 (1 Wo.)AT | — | Erstveröffentlichung: 6. Mai 2022 Original: Modern Talking                    |
| 2023 | Ich vermisse dich Pietro Lombardi                                                     | DE71 (1 Wo.)DE | — | — | Erstveröffentlichung: 24. Februar 2023                                        |
| 2023 | Airplanes Badmómzjay feat. Kool Savas                                                 | DE12 (11 Wo.)DE | AT30 (5 Wo.)AT | CH43 (1 Wo.)CH | Erstveröffentlichung: 7. September 2023 Original: B.o.B feat. Hayley Williams |
| Folgende Lieder erschienen nicht als Single, wurden aber durch das Album zum Download und Streaming bereitgestellt und konnten somit eine Platzierung erlangen: |                                                                                       | | | |                                                                               |
| |                                                                                       | | | |                                                                               |
| 2020 | Supernova Badmómzjay                                                                  | DE96 (2 Wo.)DE | — | — | Videoauskopplung: 24. September 2020 Charteinstieg: 16. Oktober 2020          |
| 2022 | Onlyfans Katja Krasavice                                                              | DE2 (6 Wo.)DE | AT16 (5 Wo.)AT | — | Videoauskopplung: 11. Februar 2022 Charteinstieg: 18. Februar 2022            |

## Promoveröffentlichungen
Promo-Singles

| Jahr | Titel Album                                                                  | Höchstplatzierung, Gesamtwochen, AuszeichnungChartplatzierungen (Jahr, Titel, Album, Platzierungen, Wochen, Auszeichnungen, Anmerkungen) | Höchstplatzierung, Gesamtwochen, AuszeichnungChartplatzierungen (Jahr, Titel, Album, Platzierungen, Wochen, Auszeichnungen, Anmerkungen) | Höchstplatzierung, Gesamtwochen, AuszeichnungChartplatzierungen (Jahr, Titel, Album, Platzierungen, Wochen, Auszeichnungen, Anmerkungen) | Anmerkungen                                                                            |
| Jahr | Titel Album                                                                  | DE | AT | CH | Anmerkungen                                                                            |
| ---- | ---------------------------------------------------------------------------- | --- | --- | --- | -------------------------------------------------------------------------------------- |
| 2023 | Genauso Sing meinen Song – Das Tauschkonzert, Vol. 10 (Sampler)              | — | — | — | Erstveröffentlichung: 26. April 2023 Original: mit Stefanie Kloß; Original: Silbermond |
| 2023 | Wenn du mich lässt Sing meinen Song – Das Tauschkonzert, Vol. 10 (Sampler)   | DE96 (1 Wo.)DE | — | — | Erstveröffentlichung: 3. Mai 2023 Original: Lea                                        |
| 2023 | Ihr wart immer dabei Sing meinen Song – Das Tauschkonzert, Vol. 10 (Sampler) | — | — | — | Erstveröffentlichung: 17. Mai 2023 Original: Clueso                                    |

## Sonderveröffentlichungen

### Alben
| Jahr | Titel Musiklabel                                                  | Anmerkungen                                            |
| ---- | ----------------------------------------------------------------- | ------------------------------------------------------ |
| 2023 | Montez bei Sing meinen Song, Vol. 10 Music for Millions (Tonpool) | Erstveröffentlichung: 19. Mai 2023 Mini-TV-Kompilation |

### Lieder
| Jahr | Titel Album                                                            | Anmerkungen                                                          |
| ---- | ---------------------------------------------------------------------- | -------------------------------------------------------------------- |
| 2010 | Kopfnicker Aus meinem Mund in deinen Kopf                              | Erstveröffentlichung: 12. November 2010 DLG feat. Montez             |
| 2011 | Drama Queen Aus meinem Mund in deinen Kopf II                          | Erstveröffentlichung: 11. März 2011 DLG feat. Montez                 |
| 2011 | SMS (Remix) Aus meinem Mund in deinen Kopf II                          | Erstveröffentlichung: 11. März 2011 DLG feat. Montez                 |
| 2015 | Zurück zum Glück Kreuz & Rubin                                         | Erstveröffentlichung: 23. Dezember 2015 Njungederalynes feat. Montez |
| 2016 | Warum rappst du 2 (Skit) Essahdamus                                    | Erstveröffentlichung: 28. Oktober 2016 Kool Savas feat. Montez       |
| 2020 | Irgendjemand wie du Locke                                              | Erstveröffentlichung: 6. März 2020 Vega feat. Montez                 |
| 2020 | Kein Sorry Locke                                                       | Erstveröffentlichung: 6. März 2020 Vega feat. Montez                 |
| 2021 | Am Boden bleiben 069                                                   | Erstveröffentlichung: 11. Februar 2021 Vega feat. Casper & Montez    |
| 2021 | Jungs wie wir Demut und Größenwahn                                     | Erstveröffentlichung: 30. April 2021 Takt32 feat. Montez             |
| 2022 | Dreckige Hände Glücklich unzufrieden                                   | Erstveröffentlichung: 24. Februar 2022 Bozza feat. Montez            |
| 2022 | Ein Jahr 8                                                             | Erstveröffentlichung: 10. März 2022 Capital Bra feat. Montez         |
| 2022 | Wie viele Lieder muss ich noch schreiben? Ein gutes schlechtes Vorbild | Erstveröffentlichung: 2. Juni 2022 SDP feat. Montez                  |
| 2024 | Überall Happy Worstday                                                 | Erstveröffentlichung: 21. Juni 2024 Esther Graf feat. Montez         |

| Jahr | Titel Album                                                        | Anmerkungen                                                                |
| ---- | ------------------------------------------------------------------ | -------------------------------------------------------------------------- |
| 2011 | Schwarzlicht Hadi El-Dor präsentiert HipHop Lebt!, Vol. 1          | Erstveröffentlichung: 3. Februar 2011                                      |
| 2023 | Genauso Sing meinen Song – Das Tauschkonzert, Vol. 10              | Erstveröffentlichung: 19. Mai 2023 Original: Silbermond                    |
| 2023 | Genauso Sing meinen Song – Das Tauschkonzert, Vol. 10              | Erstveröffentlichung: 19. Mai 2023 mit Stefanie Kloß; Original: Silbermond |
| 2023 | Ihr wart immer dabei Sing meinen Song – Das Tauschkonzert, Vol. 10 | Erstveröffentlichung: 19. Mai 2023 Original: Clueso                        |
| 2023 | K.O. Sing meinen Song – Das Tauschkonzert, Vol. 10                 | Erstveröffentlichung: 19. Mai 2023 Original: Johannes Oerding              |
| 2023 | Liebe fehlt Sing meinen Song – Das Tauschkonzert, Vol. 10          | Erstveröffentlichung: 19. Mai 2023 Original: Nico Santos – Low on Love     |
| 2023 | Merlot, Macht & Muse Sing meinen Song – Das Tauschkonzert, Vol. 10 | Erstveröffentlichung: 19. Mai 2023 Original: Alli Neumann                  |
| 2023 | Wenn du mich lässt Sing meinen Song – Das Tauschkonzert, Vol. 10   | Erstveröffentlichung: 19. Mai 2023 Original: Lea                           |
| 2023 | Wenn du mich lässt Sing meinen Song – Das Tauschkonzert, Vol. 10   | Erstveröffentlichung: 19. Mai 2023 mit Lea                                 |

## Statistik

### Chartauswertung
Die folgenden Statistiken bieten eine Übersicht der Charterfolge von Montez in den Album- und Singlecharts. Es ist zu beachten, dass bei den Singlecharts nur Interpretationen und keine Autorenbeteiligungen berücksichtigt wurden.
|                     | DE    | AT    | CH    |
| ------------------- | ----- | ----- | ----- |
| Nummer-eins-Alben   | DE1DE | AT—AT | CH—CH |
| Top-10-Alben        | DE4DE | AT1AT | CH1CH |
| Alben in den Charts | DE4DE | AT4AT | CH3CH |

|                       | DE     | AT    | CH    |
| --------------------- | ------ | ----- | ----- |
| Nummer-eins-Singles   | DE1DE  | AT—AT | CH—CH |
| Top-10-Singles        | DE4DE  | AT1AT | CH1CH |
| Singles in den Charts | DE36DE | AT8AT | CH5CH |

### Auszeichnungen für Musikverkäufe
Anmerkung: Auszeichnungen in Ländern aus den Charttabellen bzw. Chartboxen sind in ebendiesen zu finden.
| Land/RegionAuszeichnungen für Musikverkäufe (Land/Region, Auszeichnungen, Verkäufe, Quellen) | Gold     | Platin     | Verkäufe  | Quellen           |
| -------------------------------------------------------------------------------------------- | -------- | ---------- | --------- | ----------------- |
| Deutschland (BVMI)                                                                           | Gold1    | 3× Platin3 | 1.500.000 | musikindustrie.de |
| Österreich (IFPI)                                                                            | Gold1    | Platin1    | 45.000    | ifpi.at           |
| Schweiz (IFPI)                                                                               | —        | Platin1    | 20.000    | Einzelnachweise   |
| Insgesamt                                                                                    | 2× Gold2 | 5× Platin5 |           |                   |